# Paolo Cannavaro
Paolo Cannavaro (* 26. Juni 1981 in Neapel) ist ein ehemaliger italienischer Fußballspieler und aktueller -trainer.

## Karriere

### Als Spieler
Cannavaro spielte auf der Position des Innenverteidigers. Er ist der jüngere Bruder von Italiens Weltmeister-Kapitän Fabio Cannavaro. Von 2006 bis 2014 spielte Paolo Cannavaro in der Serie A bei der SSC Neapel, wie einst sein Bruder. Von 2014 bis 2017 war er für die US Sassuolo aktiv, wo er mit dem Jahreswechsel 2017/18 seine Karriere beendete.
Im Dezember 2012 wurde er aufgrund seiner Beteiligung am italienischen Wettskandal der Saison 2011/12, wegen der Unterschlagung einer Meldung zur Spielmanipulation, für 6 Monate gesperrt. Nach der Berufungsverhandlung im Januar 2013 wurde das Urteil aufgehoben.
Cannavaro kam in diversen italienischen Jugendmannschaften regelmäßig zum Einsatz. In der italienischen U-21-Nationalmannschaft war er von 2002 bis 2004 als Stammspieler gesetzt und kam zu 18 Länderspielen ohne Torerfolg. Für die Squadra Azzurra wurde er einmal in den Kader berufen, kam beim Länderspiel am 17. Oktober 2007 gegen Südafrika unter Roberto Donadoni allerdings nicht zum Einsatz. 

### Als Trainer
Unmittelbar nach Ende seiner aktiven Laufbahn wurde Paolo Cannavaro Assistent seines Bruders Fabio beim chinesischen Erstligisten Guangzhou Evergrande. Am 27. September 2018 erwarb er die UEFA-A-Lizenz; im Oktober 2022 erlangte er mit der UEFA-Pro-Lizenz die höchste Ausbildungsstufe für Fußballtrainer.
Von September 2022 bis Februar 2023 agierte er als Co-Trainer von Fabio Cannavaro bei Benevento Calcio in der Serie B angestellt. Am 22. April 2024 wurde Cannavaro Co-Trainer seines Bruders bei Udinese Calcio in der Serie A. Trotz erreichtem Klassenerhalt beendete der Klub die Zusammenarbeit mit Fabio Cannavaro und dessen Trainerteam am Ende der Saison 2023/24.
Am 29. Juni 2024 übernahm Paolo Cannavaro beim FC Pro Vercelli in der Serie C seinen ersten Posten als Cheftrainer.

## Erfolge
- Italienischer Pokalsieger: 2011/12